# Pawieł Błonski
Pawieł Błonski (ur. 14 maja 1884 w Kijowie, zm. 15 lutego 1941 w Moskwie) – rosyjski pedagog i psycholog, pisarz i publicysta. Profesor Moskiewskiej Akademii Edukacji Społecznej.

## Życiorys
W latach 1902–1907 studiował w Uniwersytecie w Kijowie na Wydziale Historii i Filologii. W 1913 został wykładowcą. W 1917 wstąpił do partii bolszewików i przeniósł się do Moskwy. Tam rozpoczął pracę w Uniwersytecie Moskiewskim, gdzie wykładał psychologię oraz pedagogikę. W latach 1919–1931 był profesorem Moskiewskiej Akademii Edukacji Społecznej. Po publikacji kilku książek (w tym za granicą), w 1921, za sprawą rekomendacji Nadieżdy Krupskiej, został członkiem sekcji naukowej i edukacyjnej Państwowej Rady Nauki ZSRR, która opracowywała programy nauczania. Zadaniem tworzonych przez Radę programów było zapewnienie związku nauki szkolnej z życiem. W 1922 był jednym z założycieli Rosyjskiego Towarzystwa Psychoanalitycznego. W latach 1930–1940 pracował jako kierownik Laboratorium Pamięci, a później Laboratorium Myśli i Słowa w Instytucie Psychologii Eksperymentalnej w Moskwie. Był autorem wielu prac z zakresu filozofii i historii filozofii.

## Poglądy
Podstawowym zainteresowaniem badawczym Błonskiego było opracowanie problemów związanych z psychologią i nowym podejściem do spraw pedagogiki. Jego najważniejsze dzieło to Trudowaja szkoła (1919), w którym w sposób systematyczny podał zasady swojej koncepcji dotyczącej szkoły pracy przemysłowej. Według jego poglądów, szkoła ta miała być miejscem nie tylko nauki, ale również terenem życia komuny dziecięcej, która spełniałaby funkcje zarówno dydaktyczne, wychowawcze jak i produkcyjne, i która wypełniałaby wolny czas dzieci twórczymi zajęciami. Przywiązując wagę do wychowawczej roli udziału młodzieży w produkcji przemysłowej i poprzez wdrażanie go od pierwszych lat nauki w proces pracy twórczej, Szkoła Błonskiego miała być instrumentem przebudowy życia społecznego ZSRR.

## Publikacje (wybór)
- Kurs piedagogiki, 1916
- Trudowaja szkoła, 1919
- Rieforma nauki, 1920
- Oczerk nalicznoj psichologii, 1921
- Piedołogija, 1925
- Pamiat i myszlenije, 1935
- Razwitije myszlenija u dietiej szkolnogo wozrasta, 1935
- Pisma pedagogiczne, 1961, wyd. pol. 1969